# Saxifraga afghanica
Saxifraga afghanica là một loài thực vật có hoa trong họ Saxifragaceae. Loài này được Aitch. & Hemsl. miêu tả khoa học đầu tiên năm 1880.